# Беренди, Паль
Паль Беренди (венг. Berendi Pál; 30 ноября 1932, Будапешт — 4 сентября 2019) — венгерский футболист, защитник. Легенда «Вашаш».

## Карьера

### Клубная карьера
Всю свою карьеру, с 1951 по 1968 года, провёл в венгерском «Вашаш», где, сыграв 382 матча (2-й результат в истории клуба), забил 4 мяча.

### Выступление за сборную
За сборную Венгрии сыграл 24 матчей. Был включен в сборную на чемпионат мира 1958.

## Достижения

### Клубные
- Чемпион Венгрии: 1957, 1961, 1962, 1965, 1966
- Обладатель Кубка Венгрии: 1955
- Обладатель Кубка Митропы: 1956, 1957, 1962, 1965

### Индивидуальные
- Футболист года в Венгрии: 1961